# Paszporty w Mołdawii

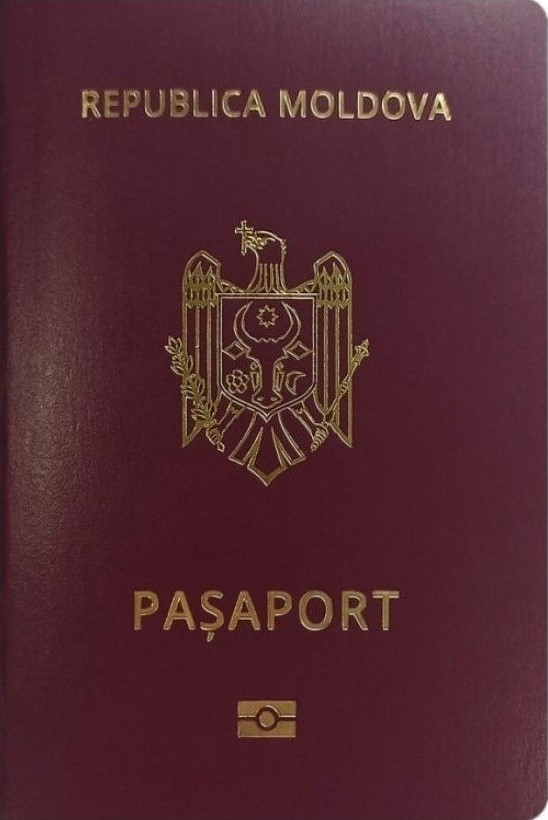
Przednia okładka mołdawskiego paszportu 2023 r.

Paszporty w Mołdawii – dokumenty paszportowe wydawane obywatelom Mołdawii na ich wniosek w celu ich identyfikacji podczas przekraczania granic oraz na terenie innych państw.

## Historia

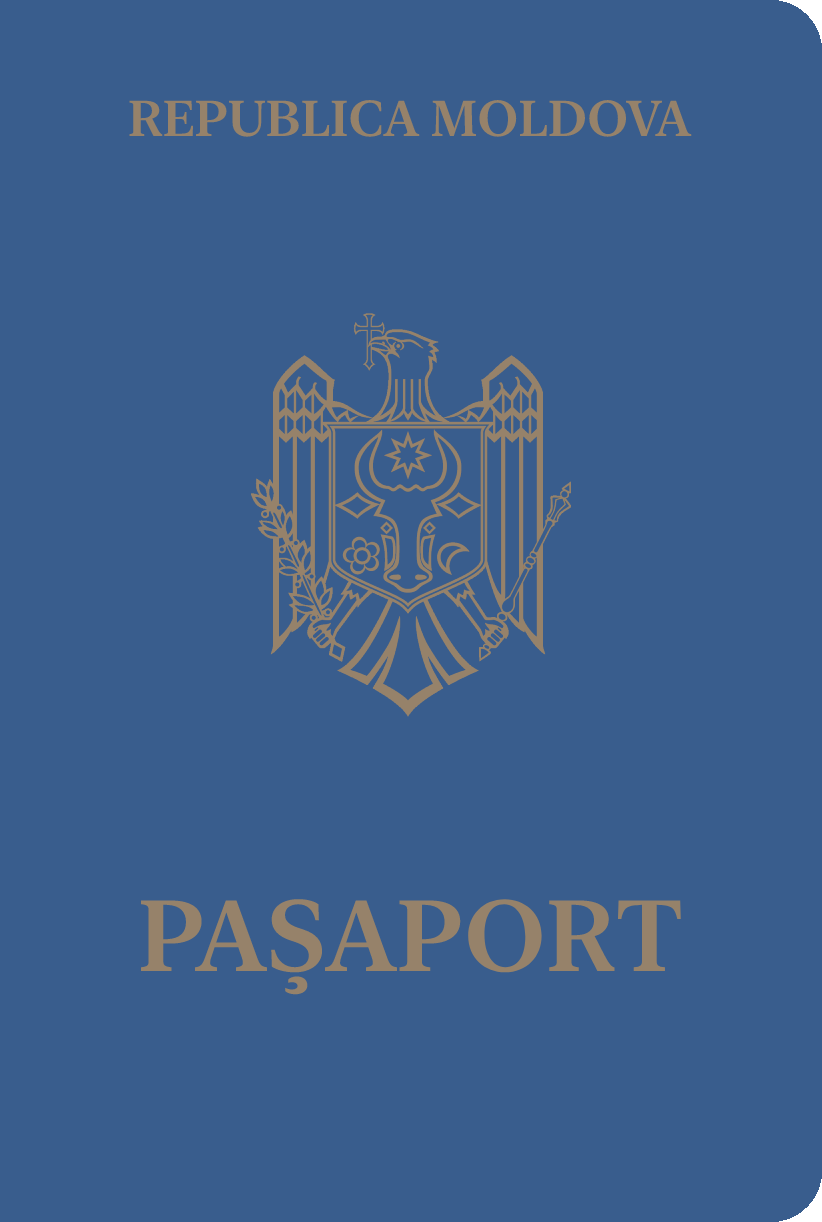
Przednia okładka mołdawskiego paszportu 1995 r.

Pierwszy paszport mołdawski otrzymał wówczas prezydent Mołdawii Mircea Snegur w 1995 r..
Dowody osobiste w Mołdawii wprowadzono w 1996 r., więc paszporty wewnętrzne nie były stosowane.
W celu liberalizacji reżimu wizowego z Unią Europejską 1 stycznia 2011 r. wprowadzono paszport biometryczny. W dniu 1 grudnia 2011 r. zaprzestano także przyjmować wnioski i wydawać paszporty niebiometryczne w misjach dyplomatycznych kraju.
Do roku 2014 r. paszport mołdawski miał niebieską okładkę. Od sierpnia tego roku wprowadzono okładkę w kolorze burgundzkiego wina.
W 2023 r. wprowadzono kolejny wzór paszportu z poliwęglanową stroną zawierającą dane osobowe.